# Сен-Жан-д’Алькапье
Сен-Жан-д’Алькапье́ (фр. Saint-Jean-d'Alcapiès, окс. Sent Joan d'Aucàpias) — коммуна во Франции, находится в регионе Окситания. Департамент — Аверон. Входит в состав кантона Сент-Африк. Округ коммуны — Мийо.
Код INSEE коммуны — 12229.
Коммуна расположена приблизительно в 550 км к югу от Парижа, в 130 км восточнее Тулузы, в 55 км к юго-востоку от Родеза.

## Население
Население коммуны на 2008 год составляло 260 человек.
| 1962 | 1968 | 1975 | 1982 | 1990 | 1999 | 2008 |
| ---- | ---- | ---- | ---- | ---- | ---- | ---- |
| 137  | 139  | 118  | 110  | 133  | 163  | 260  |

## Экономика
В 2007 году среди 164 человек в трудоспособном возрасте (15—64 лет) 139 были экономически активными, 25 — неактивными (показатель активности — 84,8 %, в 1999 году было 78,0 %). Из 139 активных работали 135 человек (69 мужчин и 66 женщин), безработных было 4 (2 мужчин и 2 женщины). Среди 25 неактивных 9 человек были учениками или студентами, 11 — пенсионерами, 5 были неактивными по другим причинам.

## Фотогалерея
- Сен-Жан-д’Алькапье
- Карта коммуны